# Sturmius (mathématicien)
Pour les articles homonymes, voir Sturmius (homonymie) et Sturm.

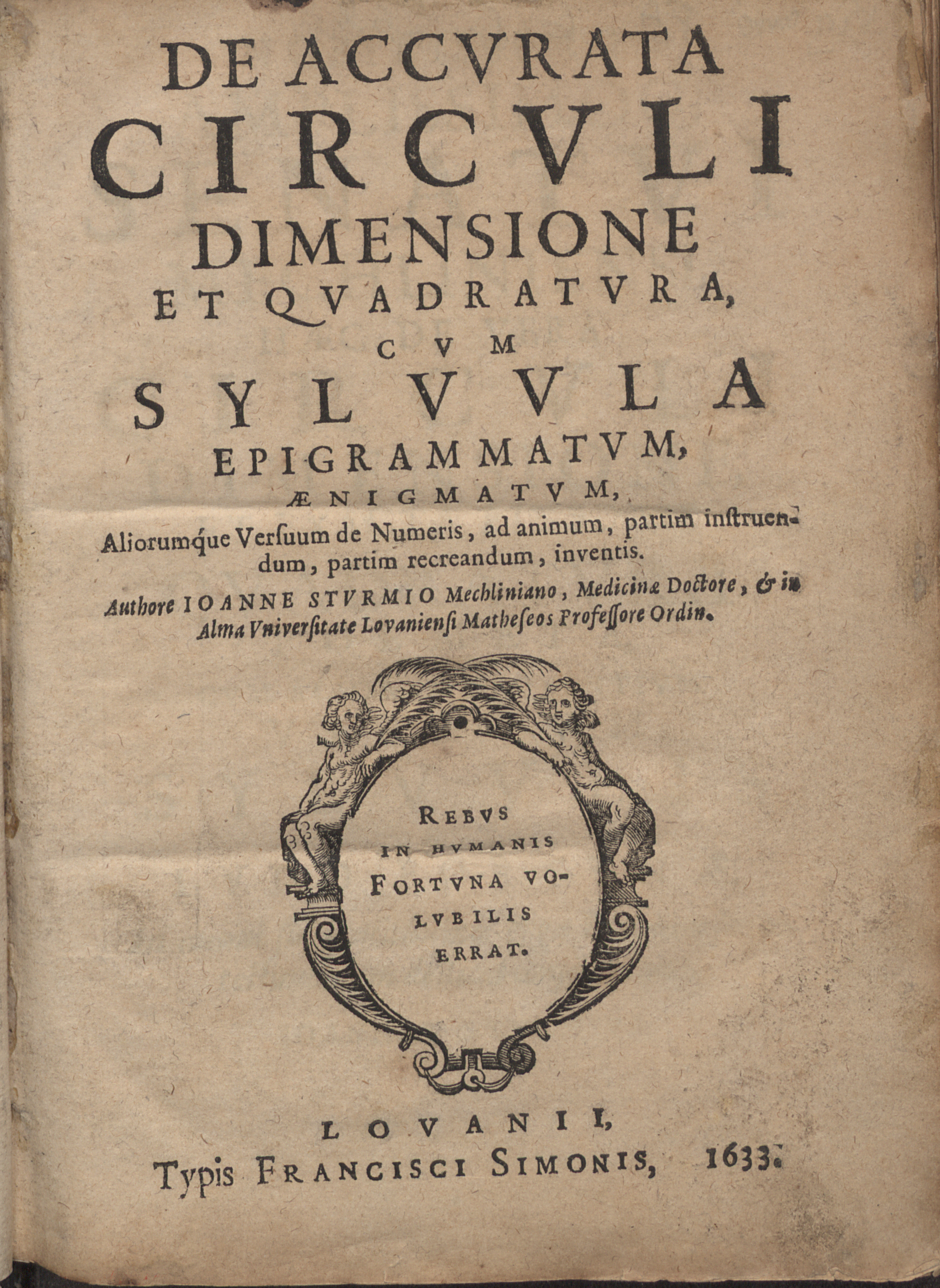
De accurata circuli dimensione et quadratura, 1633.

Jean Storms ou Jean Sturm, latinisé en Sturmius, est un professeur de mathématiques, médecin et poète belge des XVIe et XVIIe siècles. Né le 29 août 1559 à Malines, mort vers 1650, il eut pour élève le médecin chirurgien et philosophe Thomas Fienus.

## Biographie
Élève du collège du Lys, à Louvain, où il enseigna par la suite, dès 1584, la dialectique et la métaphysique, Sturmius est promu à la chaire de médecine en 1591. Il succède à Adrien Romain à la tête de l'université de Louvain lorsque ce dernier quitte la ville  pour se rendre en Allemagne. Sturmius se fait alors connaître  comme mathématicien et poète ; il parait avoir brillé comme improvisateur.
Sturmius enseigne les mathématiques pendant plusieurs années. Il versifie ses communications scientifiques. À une époque où l'université de Louvain (catholique) se devait de rivaliser contre Anvers ou Leyde (protestantes), il est attaqué par le corps des jésuites, qui l'accusent d'être incapable de défendre leur cause. Thomas Fienus, élève de Romain et son propre élève, lui succéda peu après.
En 1603, Lambert Damidde, de Liège, ayant donné sa démission de Régent du collège du Lys, Sturmius fut appelé à recueillir sa succession. En 1606, il se maria, ce qui l'obligeait, statutairement, à se démettre à son tour. Son épouse Catherine Van Thienen (de Louvain) lui donna deux filles.
En 1619, Sturmius devint veuf et se fit peu après ecclésiastique. Nommé recteur en 1619, pour six mois, il prit sa retraite à 75 ans, en 1627. Mais il enseigna encore la médecine pendant quinze ans.
Enfin, il se rendit à Cambrai et y mourut dans un âge avancé, le 9 mars 1650 (ou, selon d'autres sources, 1646).

## Travaux
Sturmius a laissé plusieurs écrits, dans lesquels il ramasse des connaissances hétéroclites. Ses œuvres sont en latin, versifiées, et portent sur des sujets les plus variés :
- (la) De rosa Hierichuntina liber unus. In quo de ejus natura proprietatibus motibus et causis pulchre disseritur, 1607 (sur la rose de Jéricho).
- (la) De Insulis in civitate Lovaniensi existentibus : dissertation perdue.
- (la) Theoremata physices sive philosophiæ naturali, versu heroïco descripta et brevibus scoliis illustrata, 1610 (livre de philosophie naturelle)
- (la) De Cometa anni 1618 Carmen reciprocum, naturam et effectum prodigiorum directo et opposito sensu explicans, 1618 (sur la comète de Halley)
- (la) Ludus fortunæ, ad recreandam Societatem latinis versibus, omnibus in contrario sensu retrogradis, exhibitus.  1633.
- (la) De accurata circuli dimensione et quadratura, cum sylvula epigrammatum, ænigmatum, etc. Louvain, in-4°, 1633 (un ouvrage sur la quadrature du cercle avec une quantité d'épigrammes, d'énigmes, etc. À la recherche de Pi comme carré de rationnel, et de sa valeur. Cette recherche était vouée à l'échec, Pi étant irrationnel et même transcendant).
- (la) Prognostica pro annis 1634, 1635, 1636 (œuvre d'astrologie judiciaire)

## Sources
- Adolphe Quetelet, Histoire des sciences mathématiques et physiques chez les Belges, p. 138-140.
- Pierre François Xavier de Ram, Analectes pour servir à l'histoire de l'Université de Louvain, vol. 21, 1858, p. 43-63